# Sekurytyzacja
Sekurytyzacja (ang. securitization) – technika refinansowania, w ramach której pula aktywów wraz z generowanymi przez nie strumieniami gotówkowymi zostaje wyizolowana z bilansu banku (lub rzadziej innego podmiotu) w formie podmiotu specjalnego przeznaczenia (ang. special purpose vehicle, SPV), który dokonuje refinansowania poprzez emisję papierów wartościowych.
Sekurytyzacja stanowi pozabilansową metodę pozyskiwania kapitału, polegającą na przekształceniu wyodrębnionych aktywów w zbywalne papiery wartościowe. Aktywami tymi mogą być zwłaszcza wierzytelności wynikające z umów (pożyczki, kredytu, leasingu), należności handlowe przedsiębiorstw (wymagalne, przedawnione), należności eksportowe, a także należności przyszłe. Określa proces emisji papierów wartościowych, które zabezpieczone są przez grupę wyselekcjonowanych aktywów. Dłużne papiery wartościowe, takie jak obligacje czy certyfikaty inwestycyjne, sprzedawane są inwestorom, którym stwarzają możliwość lokowania wolnych środków. Jednocześnie dokonuje się transferu ryzyka.
Według rozporządzenia Parlamentu Europejskiego i Rady (UE) nr 575/2013 z dnia 26 czerwca 2013 r. w sprawie wymogów ostrożnościowych dla instytucji kredytowych i firm inwestycyjnych jest to transakcja lub program, w wyniku których ryzyko kredytowe związane z ekspozycją lub pulą ekspozycji ulega podziałowi na transze charakteryzujące się obiema następującymi cechami:
- płatności w ramach transakcji lub programu zależą od dochodów z tytułu ekspozycji lub puli ekspozycji;
- hierarchia transz określa rozkład strat w czasie trwania transakcji lub programu[2].

## Historia sekurytyzacji
Początki sekurytyzacji związane są ze Stanami Zjednoczonymi, gdzie w 1970 przeprowadzono pierwsze tego typu transakcje dotyczące wyłącznie kredytów hipotecznych. Pierwszym krajem europejskim, gdzie przeprowadzono proces sekurytyzacji, była w 1987 Wielka Brytania – dotyczył on również kredytów hipotecznych. W innych krajach europejskich sekurytyzację zaczęto stosować dopiero w latach dziewięćdziesiątych. Sekurytyzacja jest formą finansowania należności bardzo popularną na rozwiniętych rynkach, a w szczególności w Stanach Zjednoczonych.
Ryzyko związane ze wzrostem wykorzystania sekurytyzacji jest wskazywane jako jedna z przyczyn kryzysu subprime zapoczątkowanego w USA w 2007.

## Rozwój sekurytyzacji w Polsce
Sekurytyzacja wierzytelności bankowych stała się w Polsce możliwa wraz z wejściem w życie w 2004 roku nowych przepisów zawartych w:
- Ustawie z dnia 29 sierpnia 1997 r. Prawo bankowe (w szczególności art. 92a – 92c oraz art. 104),
- Ustawie z dnia 27 maja 2004 r. o funduszach inwestycyjnych i zarządzaniu alternatywnymi funduszami inwestycyjnymi (w szczególności art. 183 – 195 oraz art. 326). Ustawa ta dała możliwość tworzenia funduszy sekurytyzacyjnych, które stwarzają bankom nowe możliwości odzyskiwania swoich należności.

Dzięki zmianie ustawy o funduszach inwestycyjnych i nowelizacji prawa bankowego korzyści wypływające z sekurytyzacji znalazły się w zasięgu ręki także polskich wierzycieli i inwestorów.
W prawie bankowym nie ma jednolitej definicji sekurytyzacji. Uchwała KNB nr 1/2007 w par. 1 Załącznika nr 18 do Uchwały stanowi, że:

Sekurytyzacja oznacza transakcję, program lub strukturę prawno-organizacyjną, w wyniku której ryzyko kredytowe związane z ekspozycją bazową lub pulą ekspozycji bazowych ulega podziałowi na transze o następujących cechach:
1) płatności w ramach transakcji, programu lub struktury zależą od dochodów z tytułu ekspozycji lub puli ekspozycji;
2) hierarchia transz określa rozkład strat w ciągu okresu trwania transakcji lub struktury.

Według badań Komisji Nadzoru Finansowego rynek sekurytyzacji w Polsce ma marginalne znaczenie. W okresie 2005–2013 zanotowano na nim dwie znaczące transakcje.

## Korzyści podatkowe z sekurytyzacji
Korzyść podatkowa dla banków wiąże się ze zmianą przepisów dotyczących traktowania kosztów uzyskania przychodu. Zgodnie z tą zasadą, bank może zaliczyć do kosztów uzyskania przychodów straty poniesione na zbyciu wierzytelności na rzecz funduszu do wysokości rezerwy utworzonej na pokrycie zbywanych wierzytelności i zaliczonej do kosztów uzyskania przychodów. Zanim weszły w Polsce w życie przepisy o sekurytyzacji, banki nie mogły tego robić i przez to zwykle sprzedaż wierzytelności była dla nich nieopłacalna.